# Sharp Makuhari Building
Sharp Makuhari Building (jap. シャープ幕張ビル) – budynek biurowy znajdujący się w mieście Chiba w Japonii. Budowa tego 22-piętrowego wysokościowca zakończyła się w 1992 roku. Jego wysokość sięga 101 metrów, a powierzchnia biurowa wynosi 44 520 m². Zaprojektowany został w stylu modernistycznym przez Shimizu Construction Company (współtwórcę m.in. Shanghai World Financial Center).